# Korobkin (Krasnodar)
Korobkin (del ruso: Коробкин) es un jútor del raión de Abinsk del krai de Krasnodar en el sur de Rusia. Está situado 11 km al nordeste de Abinsk y 62 km al suroeste de Krasnodar, la capital del krai. Tenía 172 habitantes en 2010
Pertenece al municipio Abínskoye.